# Джамбейтинский уезд
Джамбейтинский уезд — административно-территориальная единица Уральской губернии Киргизской (с 1925 — Казакской) АССР, существовавшая в 1920—1928 годах.
Джамбейтинский уезд с центром в городе Джамбейта был образован в 1920 году. Первоначально в её состав вошли следующие волости (все они были кочевыми):
| - Ащисайская - Булдуртинская - Джаксыбаевская - 1-я Джамбейтинская - 2-я Джамбейтинская - Дуанинская - Калдыгайтинская - Карабасская - Карасуйская - Кокбактинская | - Кокузекская - Куперлеанкатинская - Курайлинская - Матешская - Сабынкульская - Суналинская - Тайпакская - Тамдинская - Тасобинская - Туздыкульская | - Узекская - Улентинская - Чалкарская - Чидертинская |

В 1920—1923 годах издавалась еженедельная уездная газета «Ерик Тили».
1 марта 1923 года были упразднены Карабасская, Кокбактинская, Куперлеанкатинская, Тасобинская и Чидертинская волости.
28 июня 1923 года были упразднены волости: 1-я и 2-я Джамбейтинские, Карасуйская, Кокузекская, Курайлинская, Матешская, Суналинская, Тамдинская, Туздыкульская, Узекская и Чалкарская. Образована Джамбейтинская волость с центром в городе Джамбейта. Центр Дуанинской волости установлен в урочище Дуан-Куль, Калдыгайтинской — в урочище Кан-Куль, Тайпакской — в урочище Кзыл-Кудук, Сабынкульской — в посёлке Кара-Тюбе, Булдуртинской — в урочище Коныр-Куль, Джаксыбаевской — в урочище Азан-Казы, Ащисайской — в урочище Кожагельды, Улентинской — в урочище Токиш-Куль.
23 августа 1923 года из упразднённого Калмыковского уезда в Джамбейтинский уезд были переданы следующие волости: Байбаракская кочевая, Байгутдинская кочевая, Балыктинская кочевая, Бюйрекская кочевая, Глиненская (центр — п. Глиненский), Каленовская (центр — п. Каленовский), Каракульская (центр — урочище Кзыл-Уй), Карасамарская (центр — п. Кзыл-Куга), Кармановская (центр — п. Кармановский), Катын-Чагильская (центр — п. Катын-Чагильск), Кругловская (центр — п. Круглый) и Сламихинская (центр — п. Сламихин).
Вскоре были упразднены Байбаракская, Балыктинская и Бюйрекская волости. Центр Байгутдинской волости был установлен в урочище Базар-Куль. Каленовская и Кругловская волости переданы в Уральский уезд.
2 октября 1923 года Карасамарская волость была передана в Гурьевский уезд.
13 марта 1924 года Глиненская и Кармановская волости были переданы в Джангалинский уезд Букеевской губернии, а Сламихинская волость — в Таловский уезд той же губернии.
В конце 1924 года из Гурьевского уезда в Джамбейтинский были переданы Индерская (центр — урочище Куман-Тюбе) и Карасамарская волости. Карасамарская волость вскоре была присоединена к Катын-Чагильской волости, переданной при этом в Гурьевский уезд.
17 января 1928 года Джамбейтинский уезд был упразднён. При этом его территория была разделена между Уральским и Гурьевским округами